# Büyükada
Büyükada (türkisch für große Insel, griechisch Πρίγκηπος Prinkipos) ist eine Insel im Marmarameer vor Istanbul und die größte der Prinzeninseln (Adalar). Die Insel ist trotz ihrer Nähe zur Millionenstadt (außer an Wochenenden und Feiertagen) ruhig und dient den Istanbulern als Erholungsort.
Am höchsten Punkt der Insel (203 m, ca. 1,5 km westlich vom „Pass“) befindet sich die alte griechisch-orthodoxe Klosterkirche St. Georg.

## Verkehr
Büyükada ist mit Fähren sowohl vom asiatischen (Kadıköy und Bostancı) als auch vom europäischen (Kabataş) Teil Istanbuls zu erreichen. Privatautos und Taxis sowie die früher weit verbreiteten Pferdekutschen sind auf der Insel verboten. Neben Fahrrädern werden rein elektrisch betriebene Kleinbusse benutzt. Diese Shuttle ähnlichen Busse können ausschließlich mit der „Istanbul-Kart“ benutzt werden.

## Persönlichkeiten
Auf Büyükada verbrachten der osmanische Politiker Mehmed Memduh ab 1908 und der sowjetische Politiker Leo Trotzki ab 1929 jeweils einige Jahre ihres Exils. Orhan Pamuk verbringt seit seiner Kindheit jeden Sommer auf Büyükada.
Auf der Insel geboren:
- Lefter Küçükandonyadis (1925–2012), Fußballspieler
- Koço Kasapoğlu (1935–2016), Fußballnationaltrainer der Türkei
- Ragıp Zarakolu (* 1948), türkischer Verleger und Menschenrechtler

## Sehenswürdigkeiten
Es existieren noch viele Gebäude aus der osmanischen Zeit, die mit ihren Gärten einen Kontrast zur engen, dicht bebauten Stadt bilden, darunter das Griechische Waisenhaus.

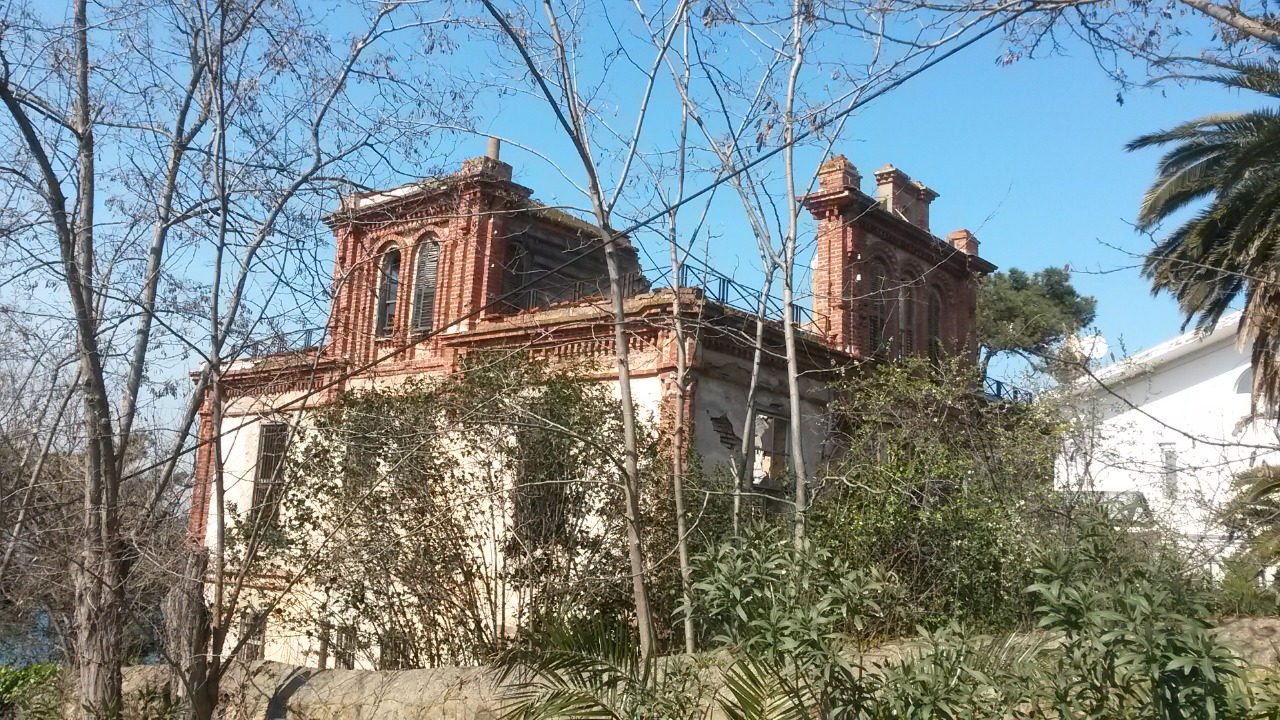
Ruine von Leo Trotzkis Villa (2015)